# Tine de Caigny
Tine Lea Andre de Caigny (Beveren, Bélgica; 9 de junio de 1997) es una futbolista belga. Juega como centrocampista y delantera en el RSC Anderlecht de la Superliga Femenina de Bélgica. Es internacional con la selección de Bélgica.

## Estadísticas

### Clubes
| Club            | País     | Año             |
| --------------- | -------- | --------------- |
| Club Brujas     | Bélgica  | 2013 - 2015     |
| Lierse SK       | Bélgica  | 2015 - 2016     |
| Vålerenga       | Noruega  | 2016            |
| RSC Anderlecht  | Bélgica  | 2017 - 2021     |
| 1899 Hoffenheim | Alemania | 2021 - 2023     |
| RSC Anderlecht  | Bélgica  | 2023 - presente |

## Palmarés

### Títulos nacionales
| Título                        | Club           | País    | Año     |
| ----------------------------- | -------------- | ------- | ------- |
| Copa de Bélgica               | Lierse SK      | Bélgica | 2015-16 |
| Superliga Femenina de Bélgica | RSC Anderlecht | Bélgica | 2017-18 |
| Superliga Femenina de Bélgica | RSC Anderlecht | Bélgica | 2018-19 |
| Superliga Femenina de Bélgica | RSC Anderlecht | Bélgica | 2019-20 |

### Distinciones individuales
| Distinción                                   | Año  |
| -------------------------------------------- | ---- |
| Bota de Oro a la Mejor Futbolista de Bélgica | 2020 |